# Livistona nasmophila
Livistona nasmophila là loài thực vật có hoa thuộc họ Arecaceae. Loài này được Dowe & D.L.Jones mô tả khoa học đầu tiên năm 2004.